# 佩灰蝶屬
佩灰蝶屬（Dingy Line Blue，學名：Petrelaea）是灰蝶科眼灰蝶亞科中的一個屬。分佈在東洋界、安達曼群島至澳大利亞。

## 物種
- 佩灰蝶 （Petrelaea dana） (Mabille, 1877)
- 托佩灰蝶 （Petrelaea tombugensis） (Wallengren, 1857)